# El cazador con sus perros
Chasseur et ses chiens
El cazador con sus perros (« Le chasseur et ses chiens ») est un tableau de Francisco de Goya réalisé en 1775 et appartenant à la première série de cartons pour tapisserie destinée à la salle à manger du Prince des Asturies au palais de l'Escurial.

## Contexte
Tous les tableaux de la première série sont destinés à la salle à manger du Prince des Asturies, c'est-à-dire de celui qui allait devenir Charles IV et de son épouse Marie Louise de Parme, au palais de l'Escurial. Le tableau fut livré à la Fabrique royale de tapisserie avec le reste de la série le 24 mai 1775.
Il fut considéré perdu jusqu'en 1869, lorsque la toile fut découverte dans le sous-sol du Palais royal de Madrid par Gregorio Cruzada Villaamil, et fut remise au musée du Prado en 1870 par les ordonnances du 19 janvier et du 9 février 1870, où elle est exposée dans la salle 90 avec le numéro de catalogue 805. La toile est citée pour la première fois dans le catalogue du musée du Prado en 1876.
La série était composée de Perros y útiles de caza, Caza con reclamo, La Caza de la codorniz, El Pescador de caña, Cazador cargando su escopeta, El Cazador con sus perros, La Caza del jabalí, Caza muerta et Muchachos cazando con mochuelo.

## Analyse
Son format étroit indique qui a été installé au-dessus d’une fenêtre, un balcon ou même en encoignure.
Un chasseur avec un fusil se retourne et ramasse la laisse de ses deux chiens. La scène en sous-bois évoque la chasse, un passe-temps favori du prince Charles. 
L'homme et le chien sont bien intégrés dans la nature. L'arbre sinueux facilite une composition verticale, et s’oppose aux structures pyramidales des autres tableaux de la série comme Chiens et outils de chasse. 
On note là encore l'influence de Bayeu, spécifiquement dans les détails délicats et naturalistes. Le paysage, irréel et à peine visible au loin, est considéré comme une simple toile de fond. Les couleurs et les lumières rappellent le baroque italien, que le peintre aragonais avait étudié durant son voyage en Italie en 1771.